# Diego del Río
Diego del Río, né le 4 septembre 1972 à Buenos Aires, est un ancien joueur de tennis argentin.
Il a remporté un titre ATP en double à Bogota en 1998 ainsi que 12 tournois Challenger. Son meilleur résultat en simple est une demi-finale au Challenger de Belém en 1994.

## Palmarès

### Titre en double messieurs
| No | Date       | Nom et lieu du tournoi            | Catégorie   | Dotation  | Surface      | Partenaire     | Finalistes             | Score         |  |
| -- | ---------- | --------------------------------- | ----------- | --------- | ------------ | -------------- | ---------------------- | ------------- |  |
| 1  | 02-11-1998 | Cerveza Club Colombia Open Bogota | Int' Series | 315 000 $ | Terre (ext.) | Mariano Puerta | Gábor Köves Eric Taino | 6-7, 6-3, 6-2 |  |

## Parcours dans les tournois duGrand Chelem

### En double
| Année | Open d'Australie          | Open d'Australie         | Internationaux de France   | Internationaux de France | Wimbledon                    | Wimbledon             | US Open                      | US Open            |
| ----- | ------------------------- | ------------------------ | -------------------------- | ------------------------ | ---------------------------- | --------------------- | ---------------------------- | ------------------ |
| 1998  | —                         | —                        | —                          | —                        | —                            | —                     | 1er tour (1/32) N. Đorđević  | N. Broad P. Norval |
| 1999  | 1er tour (1/32) M. Puerta | B. Haygarth T. Middleton | 3e tour (1/8) M. Rodríguez | N. Kulti M. Tillström    | 1er tour (1/32) M. Rodríguez | K. Braasch C. Haggard | 1er tour (1/32) M. Rodríguez | W. Black S. Stolle |
| 2000  | 1er tour (1/32) G. Cañas  | J. Björkman B. Black     | 1er tour (1/32) E. Ran     | M. Barnard F. Montana    | —                            | —                     | —                            | —                  |

N.B. : le nom du ou de la partenaire se trouve sous le résultat ; le nom des ultimes adversaires se trouve à droite.